# Gyptian
Windel Beneto Edwards, (født 25. oktober 1983) bedre kendt som Gyptian er en Reggae-sanger fra Jamaica.

## Diskografi

### Albums
| År   | Album detaljer                                                                              | Højeste hitlisteplacering | Højeste hitlisteplacering | Højeste hitlisteplacering | Højeste hitlisteplacering |
| År   | Album detaljer                                                                              | US                        | US R&B                    | US Heat                   | US Reggae                 |
| ---- | ------------------------------------------------------------------------------------------- | ------------------------- | ------------------------- | ------------------------- | ------------------------- |
| 2006 | My Name Is Gyptian - Udgivet: 18. september 2006 - Pladeselskab: VP Records - Genre: Reggae | —                         | —                         | —                         | 13                        |
| 2008 | I Can Feel Your Pain - Udgivet: 3. november 2008 - Pladeselskab: VP Records - Genre: Reggae | —                         | —                         | —                         | 4                         |
| 2010 | Hold You - Udgivet: 19. juli 2010 - Pladeselskab: VP Records - Genre: Reggae                | 186                       | 34                        | 6                         | 2                         |
| 2013 | Sex, Love & Reggae - Udgivet: 25. oktober 2013 - Pladeselskab: VP Records - Genre: Reggae   | —                         | —                         | —                         | 1                         |

### EP'er
- SLR (2012), VP

### Singler
| År   | Titel        | Højeste hitlisteplacering | Højeste hitlisteplacering | Højeste hitlisteplacering | Højeste hitlisteplacering | Højeste hitlisteplacering | Højeste hitlisteplacering | Certificeringer       | Album    |
| År   | Titel        | BEL (FL)                  | CAN                       | FRA                       | UK                        | US                        | US R&B                    | Certificeringer       | Album    |
| ---- | ------------ | ------------------------- | ------------------------- | ------------------------- | ------------------------- | ------------------------- | ------------------------- | --------------------- | -------- |
| 2010 | "Hold You"   | 31                        | 69                        | 45                        | 16                        | 77                        | 31                        | - US: Guld - UK: Sølv | Hold You |
| 2011 | "Nah Let Go" | –                         | –                         | –                         | –                         | –                         | —                         |                       | Hold You |

### Featured singler
- Mr. Vegas (featuring Teairra Mari & Gyptian) – "Pum Pum Shorts"
- Mary J. Blige (featuring Busta Rhymes og Gyptian) – "Anything You Want" (Japanese edition Wal-Mart bonus tracks & Australian edition iTunes Store bonus tracks) fra albummet My Life II... The Journey Continues (Act 1)
- Junior X (featuring Gyptian) – "Destiny"[3]
- Ice Prince (featuring Gyptian) – "Magician"